# Обикновено шимпанзе
Обикновеното шимпанзе, наричано просто шимпанзе (Pan troglodytes) е вид примат от семейството на човекоподобните (Hominidae). Заедно с бонобото формира рода шимпанзета (Pan). Има голям район на разпространение, който се разпростира върху голяма част от Централна Африка.

## Физически характеристики
На четири крака обикновените шимпанзета достигат дължина от 64 до 94 cm (от носа до задните части) и като всички човекоподобни са без опашка. Изправени са високи между 1 и 1,7 m. Мъжките достигат тегло от 34 до 70 kg и са много по-тежки от женските, които тежат между 26 и 50 kg. В плен шимпанзетата могат да бъдат по-тежки и да придобият маса до 80 kg. Козината е черна или тъмнокафява. Ръцете са по-дълги от краката, дланите се характеризират с дълги пръсти и сравнително малък палец. Лицето е безкосместо и е по-ярко от това на бонобото, като дори малките имат по-светло лице от възрастните. Главата на шимпанзето се характеризира с най-големите, кръгли уши. Размерът на кучешките зъби е силно полово диморфен (при мъжките те са много по-големи).

## Разпространение и местообитание
Обикновените шимпанзета са разпространени в цялата обширна част на Централна Африка – от Сенегал през Нигерия, Камерун, Габон и северната и източната част на Демократична република Конго към западните райони на Уганда и Танзания. Река Конго образува южната граница на техния хабитат, като южно от нея живеят боноботата. Човешкото население е намалило територията на тези животни и е разделило местообитанията им.
Шимпанзетата се приспособяват по-лесно в тяхната околна среда в сравнение с другите маймуни. Срещат се както в тропическите гори и савани, така и в планини до 3000 метра.

## Подвидове
Обикновеното шимпанзе и бонобото формират рода шимпанзета (Pan). Смята се, че двата вида са се разделили преди между 1,8 и 0,8 млн. години. Шимпанзето е вид в семейството на човекоподобните маймуни (Hominidae).
Могат да бъдат разграничени четири подвида:
- Западноафриканското шимпанзе (Pan troglodytes verus) е разпространено в Западна Африка (от Сенегал до Гана). Външно се характеризира с розово лице, което постепенно с възрастта се превръща в тъмно. Този подвид се различава по структурата на черепа и молекулите, затова би могъл да представлява отделен подвид.
- Нигерийското шимпанзе (Pan troglodytes vellerosus, също Pan troglodytes ellioti) е признато като подвид. То е едно от най-редките подвидове и живее в източната част на Нигерия и Западен Камерун.
- Централноафриканското шимпанзе (Pan troglodytes troglodytes) се характеризира с по-тъмно лице за разлика от другите подвидове. То е разпространено от южната част на Камерун през Габон и Република Конго до западната част на Демократична република Конго и е едно от най-честите.
- Източноафриканското шимпанзе (Pan troglodytes schweinfurthii) живее в Централноафриканската република и северната част на Демократична република Конго до западните части на Уганда и Танзания. Този подвид се отличава с бронзов цвят на лицето и по-дълга козина.

## Начин на живот

### Придвижване и активност
Шимпанзетата могат да търсят храна както на земята, така и по дърветата. На земята те се придвижват като всички африкански маймуни – на четири крака, като се опират на пръстите си (дисталните и средните фаланги). По клоните се катерят с четирите си крайника или се придвижват напред като висят на ръцете. Като цяло, шимпанзетата са активни през деня, а за нощта те правят гнездо от клонки и листа. Това гнездо е на различно място всяка нощ и се ползва само веднъж от едно-единствено шимпанзе (малките спят при майките си). През дъждовния сезон шимпанзетата до голяма степен си почиват през деня, поради което също строят гнезда.

### Социално поведение

#### В групата
Социалната структура на шимпанзетата се описва като „отделяне и сливане“. Това означава, че те живеят в големи групи, съставени от 20 до 80 члена, които често се разделят на подгрупи – например, за да търсят храна – и след това отново се събират. Възрастните често отиват сами да търсят храна или се присъединяват към друга временна подгрупа. Съставът и големината на подгрупите са много променливи и обикновено включват четири до осем екземпляра – значително по-малко отколкото при бонобото.
Силните и по-възрастни мъжки водят и защитават цялата група. Те показват високото си място в йерархията като си служат с различни жестове като силни писъци, клатене на стволове на дървета, демонстрация на сила, хвърляне на камъни и демонстративно бързо тичане и скачане. Шимпанзетата влагат много време и енергия, за да подобрят техния ранг в групата. Ловът на малки бозайници и наглеждането на граничната област, и двете от които се изпълняват от мъжки, служат за тази цел. Взаимното пощене е силно изразено при мъжките и подпомага социалното общуване.
За разлика от мъжките, женските ловуват по-малко и имат по-малко забележима йерархия. Но тя е важна, именно заради това че женските с висок ранг по-често имат потомство. Като цяло те взаимодействат по-малко с други женски освен техните дъщери. Една от причините е, че те напускат групата в полова зрялост, докато мъжките прекарват целия си живот в своята група.

#### Извън групата
Групата обикновено живее в определен район. В горите той е с големина от 5 до 40 кв. км, в саваната обаче е много по-голям – 120 до 560 кв. км. Малки групи мъжки често охраняват границите на територията. Шимпанзета, които не са членове на група обикновено се държат много агресивно. Проследяването на чужди примати понякога е много побойническо и дори неплодородните женски не са пощадени. Подобни нападения, при които обикновените шимпанзета понякога влизат дори без причина на чужда територия и гонят и убиват други оттам, не са известни при други примати освен човека.

### Употреба на инструменти
Обикновените шимпанзета многократно са наблюдавани да използват инструменти. Те си служат с листа, за да събират вода и пъхат трева и пръчки в термитни могили, за да ядат насекомите. За счупване на ядки се използват камъни. Прътове и камъни се хвърлят
при лов и отбрана. Отбелязано е, че шимпанзетата използват обработени и заточени пръчки и копия, за да ловуват галаги.
Различните популации значително се различават по вида и честотата на използване на инструменти, а някои дори не използват такива. Така чупенето на ядки с помощта на камъни се наблюдава само в западния подвид, докато за животните в източната част тази практика е неизвестна. Находки от Национален парк Тай в Кот д'Ивоар показват, че това умение е било използвано от най-малко 4300 години.

## Храна
Шимпанзетата са всеядни, но растенията са тяхната най-честа храна. Важна част от диетата са плодовете и ядките, както и листата. Допълнително се прехранват с цветя, семена, насекоми и месо. От време на време шимпанзетата ловят и бозайници, като малки чифтокопитни, и дребни примати – галаги и дори павиани. Ловът обикновено се извършва от възрастни мъжки и има много силен социален елемент. Те споделят плячката с останалите членове на групата, в опит да подобрят или да поддържат ранга си в йерархията на групата.

## Размножаване

### Чифтосване
Чифтосването може да се случи през цялата година, а времето на половия цикъл е около 36 дни. Еструсът трае около 6 до 7 дни и по това време женските показват, че са готови.
Чифтосването е променливо и може да приема различни форми. От една страна, може да се види няколко мъжки и няколко женски да се размножават помежду си. От друга – един мъжки да се чифтосва с женска и да не допуска никой да се включва.

### Раждане и отглеждане на малки
След периода на бременност от средно 230 дни, женската обикновено ражда едно малко, а раждането на близнаци е рядко. Теглото на новородените е около 1,9 кг. През първите шест месеца от живота си бебето се вкопчва в кожата на майката, а след това язди на гърба ѝ. Отделянето се осъществява само след 3,5 до 4,5 години, а младото шимпанзе обикновено остава още дълго време (до десет години) при майката.
Една женска може да роди едно малко на всеки пет до шест години. Половата зрялост настъпва на около седем години, първото размножаване обикновено се появява няколко години по-късно – при женските от 13 до 14 години и при мъжките от 15 до 16 години. Менопаузата настъпва на около 40 години.
Средната продължителност на живота на обикновеното шимпанзе в природата е от 30 до 40 години, а в плен много рядко достига повече от 50 години.

## Шимпанзетата и хората

### Отношение и използване
В много случаи шимпанзета се виждат в зоопарка, цирка, върху плакати и по телевизионни предавания. Понякога те се отглеждат като домашни любимци, като най-известното от тях е „Бъбълс“ – маймуната на Майкъл Джексън. Това противоречи на принципите на живот на шимпанзетата, а и отглеждането им като домашен любимец не е хуманно.
В изследванията и науката, тези животни играят важна роля. Има заболявания, които освен при човека могат да бъдат изучавани и при шимпанзетата. Но в някои страни, например Австрия, има закон, който забранява използването на големи човекоподобни в
биомедицинските изследвания.
Шимпанзета са използвани и в космоса. На 31 януари 1961 г. шимпанзето Хам е изстреляно в космоса като част от програмата Мъркюри на НАСА с космическия кораб „Мъркюри-Редстоун 2“ (MR-2). То е оцеляло след 16-минутен полет. В друг експеримент на 29 ноември 1961 г. шимпанзето Енос лети в космоса с Меркурий-Атлас 5 три часа и 20 минути.

### Природозащитен статус и популация
Обикновените шимпанзетата са застрашени в дивата природа. Основната причина е унищожаването на техните местообитания заради обезлесяването, което прави хабитата им все по-ограничен. Особено повлияни са популациите в Западна Африка. Понякога те са преследвани заради тяхното месо или опустошени насаждения. Докато по-рано тези животни са били улавяни много пъти, за да се използват за опити или домашни любимци, днес тези случаи са намалели.
Броя на популацията е труден за изчисляване. Възможно е в началото на 20 век да е имало няколко милиона обикновени шимпанзета. Една приблизителна стойност от 1999 г. оценява общото население на 150 000 до 235 000, други източници варират на по-малко от 100.000 животни. 2009 година WWF публикува следните стойности: 21 000 до 56 000 западноафрикански шимпанзета, 70 000 до 117 000 централноафрикански, 76.000 до 120.000 източноафрикански, и само 5000 до 8000 нигерийски шимпанзета. Това прави общо 172 000 до 301 000 индивиди.